# 黑木姜子
黑木姜子（学名：Litsea atrata），为樟科木姜子属下的一个植物种。